# Saint Augustine
Saint Augustine is een stad in Trinidad en Tobago.
Hier bevindt zich een vestiging van de University of the West Indies, met verschillende instituten, waaronder de Caribbean Agriculture Research and Development Institute (CARDI) van de Caricom.